# Telopea, New South Wales
Telopea este o suburbie în Sydney, Australia.